# 다스허 동역
다스허 동역(중국어: 大石河东站)은 중화인민공화국 베이징시 팡산구 옌춘진 징저우로에 위치한 베이징 지하철 옌팡선의 지하철역이다. 2017년 12월 30일 옌팡선 본선 개통과 함께 개장하였다.
이 역은 원래 옌팡선 계획에서 건설에 포함되지 않은 역이었다. 이 역은 노선 건설이 시작된 후 2016년 구간 중간에 완성된 고가 궤도 상에 신설역으로 추가되었다.

## 위치
이 역은 서남6환로 외부, 징쿤 고속공로 동쪽, 다스허 서쪽, 징저우로 남쪽에 위치하며 징저우로와 평행하게 배치되어 있다.

## 역 구조
이 역은 건물 높이가 28.65m에 달하는 5층 건물의 고가역으로 중국 본토에서 가장 높은 고가역이다. 역 3층은 대합실 층이고, 5층은 상대식 승강장이다. 2층은 장비층으로 완전 자동 운영 시스템 디버깅 및 검증, 옌팡선 종합 운영 및 유지보수 관리 플랫폼을 갖추고 있다.

### 층별 구조
| 4층 승강장 층 | 상대식 승강장, 오른쪽 출입문이 열림 | 상대식 승강장, 오른쪽 출입문이 열림                 |
| 4층 승강장 층 | ←                                   | ■ 옌팡선 옌산 방면 (마거좡)                         |
| 4층 승강장 층 | →                                   | ■ 옌팡선 옌춘 동 방면 (싱청)                        |
| 4층 승강장 층 | 상대식 승강장, 오른쪽 출입문이 열림 |                                                     |
| 3층 대합실 층 | 대합실                              | 고객센터, 자동 발매기, 출입 게이트                  |
| 2층           | 장비층                              | 종합적인 디버깅 검증과 운영 및 유지관리 관리 플랫폼 |
| 지면층        | 출입구                              | A－B출입구                                          |

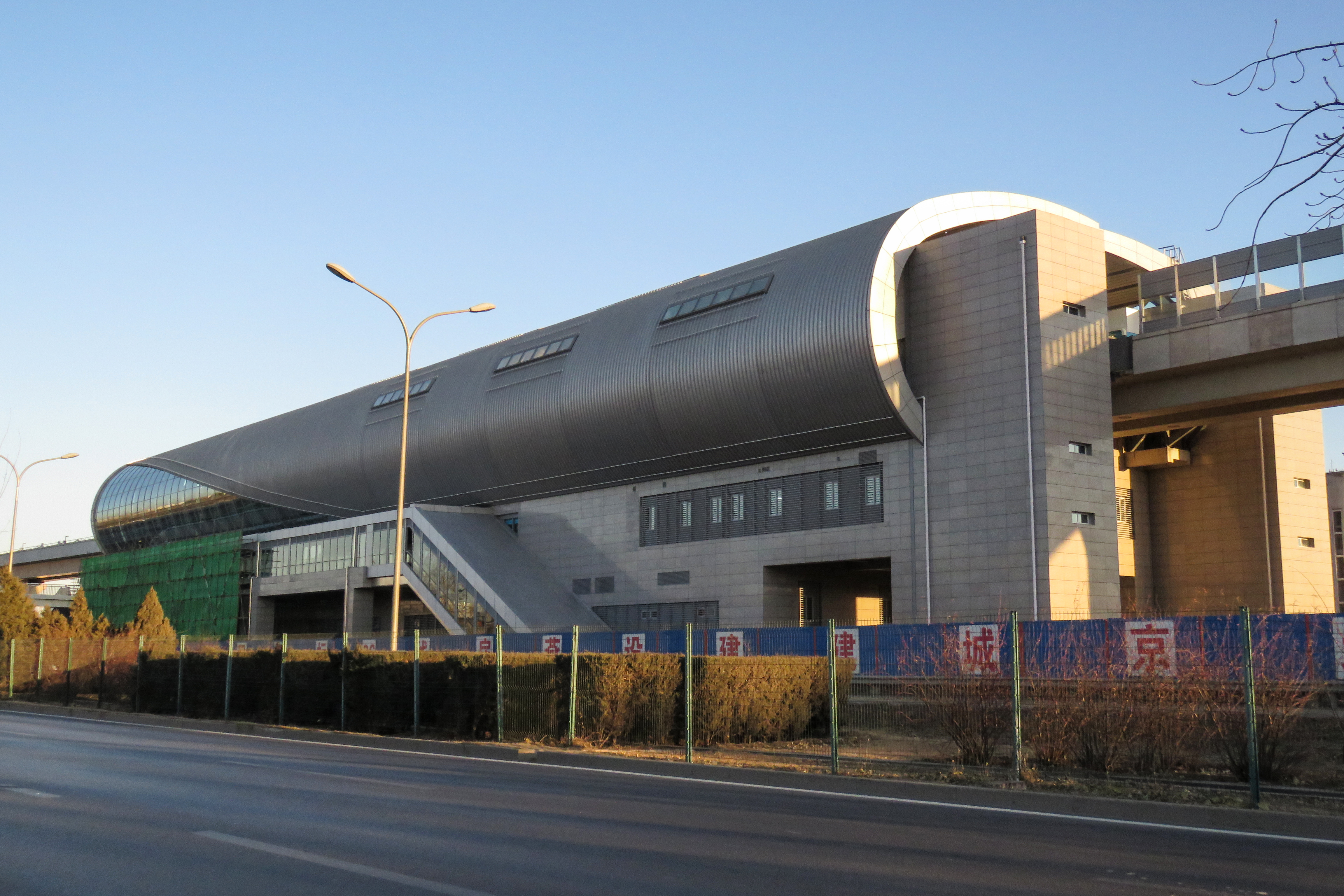
역 북쪽 외관 (2017년 12월 촬영)

이 역은 2개의 상대식 승강장이 있으며 각 승강장에는 에어컨이 설치된 대기실이 있다. ; 또한, 역은 대합실 층, 승강장 층 측벽, 중앙 매표소 및 보충 구역, 계단의 눈썹 모양 벽을 특별히 설계하였다..

## 출입구
이 역은 북, 남쪽 양쪽에 출입구가 있다.
|                         |                         |                                                                                        |      |             |
| 출구                    | 지시                    | 출구 인근                                                                              | 사진 | 무장애 시설 |
| 出口 · A · 1            | 징저우로(京周路) 동남측 | 팡산구 실험 중학교(房山区实验中学), 베이징 경무 고급 기술 학교(北京市经贸高级技术学校) |      | 빈칸        |
| 出口 · A · 2            | 징저우로(京周路) 동남측 |                                                                                        |      | 빈칸        |
| 出口 · B                | 징저우로(京周路) 동남측 | 싱왕자위안(星旺佳苑)                                                                   |      |             |
| 아이콘 설명: 엘리베이터 |                         |                                                                                        |      |             |

## 주해
1. ↑  건설 및 기획 단계에서는 옌푸루역(阎富路站)으로 불리었다.